# Yann Huguet
Pour les articles homonymes, voir Huguet.
Yann Huguet, né le 2 mai 1984 à Lesparre (France), est un ancien coureur cycliste professionnel français.

## Carrière
Yann Huguet devient professionnel en janvier 2007, dans l'équipe Cofidis après avoir couru auparavant en amateur pour l'AVC Aix-en-Provence. Transféré en 2010 dans l'équipe Skil-Shimano, il reste dans cette formation jusqu’à la fin de l’année 2013 où il décide d'arrêter sa carrière professionnelle.

### Débuts cyclistes et carrière chez les amateurs
Yann Huguet participe en 2001, alors qu’il est âgé de 17 ans, à la Classique des Alpes juniors. Ses premiers résultats notables surviennent en 2004 où il obtient la médaille de bronze sur les Championnats de France de cyclisme sur route U23 et termine 6e de la classique Bordeaux - Caudéran, remportée par Thomas Voeckler. En 2006, il remporte la dernière étape du Tour de Navarre et la 4e étape du Tour des régions italiennes, ces belles performances lui permettent de signer un contrat professionnel avec l’équipe française Cofidis.

### Carrière professionnelle

#### 2007-2008: Chez Cofidis

##### 2007: belles performances mais pas de victoires
Pour sa première saison en tant que professionnel, Yann Huguet ne remporte aucune victoire mais obtient plusieurs places d’honneur. Il se classe notamment 2e du Tour du Finistère et du Grand Prix de Plumelec-Morbihan. Il termine également 9e du général du Circuit de Lorraine et des Quatre Jours de Dunkerque.

##### 2008: participation au Tour d’Italie
Après un début de saison en tant qu’équipier sur des courses telles que le Tour Down Under et Paris-Nice, Yann Huguet prend le départ du Tour d’Italie. À La formation Cofidis ne renouvelle pas son contrat à l’issue de cette saison où il ne réalise aucun podium.

#### 2009: premières victoires chez Agritubel
En 2009, Yann Huguet devient membre de l’équipe Agritubel et remporte ses premières victoires chez les professionnels. Il s’adjuge d’abord le classement général du Rhône-Alpes Isère Tour ainsi qu’une étape et le classement par points de cette course. Il gagne également le Tour du Doubs au sprint. Ces succès avec la formation Agritubel, où il est parfois désigné leader de l’équipe, lui ouvrent les portes de l’équipe Skil-Shimano avec qui il s’engage pour trois saisons.

#### 2010-2013: professionnel chez Skill-Shimano
Huguet remporte en début d’année le Hel van het Mergelland en solitaire. La plus belle victoire de sa carrière. 
Au cours des saisons 2011 à 2013, le coureur français joue exclusivement un rôle d’équipier et participe notamment au Tour de France 2012. Yann Huguet décide de mettre un terme à sa carrière à la fin d’année 2013 faute d’avoir été conservé par son équipe et d’avoir pu retrouver un contrat professionnel. Il est alors âgé de 29 ans.

## Palmarès
- 2003
  - Tour du Ribéracois
  - Prix de Saint-Vincent-de-Tyrosse
- 2004
  - Prix de Léguillac-de-Cercles
  - Trophée des Bastides
  - 2e de la Primevère Montoise
  - 3e du championnat de France sur route espoirs
- 2005
  - 2e étape du Tour de la Vallée d'Aoste
- 2006
  - Classique de Sauveterre
  - 4e étape du Tour des régions italiennes
  - 5e étape du Tour de Navarre
  - 2e du Grand Prix de la ville de Buxerolles
  - 2e du Tour du Chablais
  - 3e du Grand Prix Pierre-Pinel
- 2007
  - 2e du Tour du Finistère
  - 2e du Grand Prix de Plumelec-Morbihan
  - 3e de la Route Adélie
- 2009
  - Tour du Doubs
  - Rhône-Alpes Isère Tour :
    - Classement général
    - 2e étape

  - 3e des Boucles du Sud Ardèche
- 2010
  - Hel van het Mergelland

## Résultats sur les grands tours

### Tour de France
1 participation
- 2012 : 138e

### Tour d'Italie
1 participation
- 2008 : 135e

## Classements mondiaux
| Année           | 2005 | 2006 | 2007 | 2008 | 2009 | 2010 | 2011 | 2012 | 2013 |
| --------------- | ---- | ---- | ---- | ---- | ---- | ---- | ---- | ---- | ---- |
| UCI Europe Tour | 940e | 505e |      |      | 77e  | 182e | nc   | nc   |      |
| UCI World Tour  |      |      |      |      |      |      |      |      | nc   |